# Cañón ligero L118
El L118 Light Gun (Cañón Ligero) es un obús remolcado de 105 mm, originalmente producido por la Royal Ordnance Factory británica (actualmente BAE Systems Land and Armaments) en los años 1970 como sustituto del OTO Melara M-56 de igual calibre en el Ejército Británico. Las fuerzas del Reino Unido aceptaron una artillería más pesada que no podía ser dividida en cargas, pero que a cambio ofrecía un mayor alcance. Se usó en la Guerra de las Malvinas en cinco baterías con treinta piezas. Fue ampliamente exportado desde entonces, incluido a los Estados Unidos, donde una versión modificada es conocida como M119A1. El nombre oficial de este cañón es "Gun, 105 mm, Field, L118" pero casi siempre es llamado "Light Gun".

## Historia
El Obús de 105/37, denominado Light Gun, fue desarrollado y fabricado En Reino Unido a partir de 1965, a petición del Ejército inglés. Se buscaba un cañón que pudiera ser transportado por los nuevos helicópteros Puma o Chinook, un peso suficientemente ligero debía permitir transportarlo por helicóptero listo para el combate. También debía poder ser remolcado por un vehículo ligero todoterreno desarrollado por Land Rover.
El primer obús entró en servicio en 1974 como sustituto del OTO Melara M-56 de igual calibre y adquirido en 1959. El Reino Unido buscó contar con piezas de artillería más pesadas, pero que ofrecían un mayor alcance que les hacía menos vulnerables a fuego de contrabatería. En Gran Bretaña sus usuarios principles son los Royal Marines y tropas aerotransportadas, sus brigadas cuentan con tres baterías de seis cañones cada una.
Fue ampliamente exportado desde entonces, incluido a los Estados Unidos, donde una versión modificada es conocida como M119A1. En 1981 Australia fue el primer cliente de exportación, recibiendo la denominación de Hamel Gun. En 1986 el ejército de EE. UU. se decidió a comprarlo para sus Fuerzas de Despliegue rápido tras exhaustivas pruebas realizadas a una batería de seis cañones alquilada a los ingleses.
Su estreno en combate fue en la guerra de las Malvinas en la cual el ejército británico destacó cinco baterías, con treinta piezas en total. Posteriormente  fue empleada en combate en Bosnia, Afganistán, Sierra Leona, Irak, Somalia y Sáhara.

## Diseño y prestaciones
Consta esencialmente de cureña monomástil y mecanismo de puntería en elevación. La cureña monomástil lleva además la suspensión, ruedas, frenos, contera, plataforma de disparo y mecanismo de puntería en dirección. 
Siguiendo la costumbre británica puede hacer fuego sobre una placa base, lo que le permite un movimiento rápido en cualquier dirección fuera del sector de tiro. Para el transporte se traslada sobre el sistema de arrastre o sobre sus propias ruedas.
Para facilitar su movilidad puede ser transportada en dos posiciones diferentes, plegado o desplegado (esta última solo para cortas distancias), en eslinga por un helicóptero, helitransportada en una o dos cargas, aerotransportada y lanzada en paracaídas. 
Puede montar dos bocas de fuego (L-19A1 y L-20A1), cada una de las cuales dispara un sistema de munición diferente (Abbot Mk-2 y M-1 respectivamente). El calibre 105/37 se emplea para entrenamiento.
Emplea munición rompedora HE L31A3 con espoleta L106A3, fumígena L45A2 con espoleta L92A2 y de Ejercicio RO38-05.  El alcance de tiro proyectiles Supercarga es de aproximadamente 21 000 m, alcanzando 17 200 con la munición estándar.

## Variantes

### L119
Una versión del Light Gun, conocida como L119, tiene un cañón diferente (un L20 ligeramente más corto con un mecanismo de disparo de percusión) para disparar la munición estadounidense M1 (la más común en el mercado). Gran Bretaña dio de baja sus últimos L119 en 2005. Sin embargo, sigue siendo un arma popular entre muchos usuarios de exportación que todavía disponen de la munición M1.

### M119A1
Es un L 119 repotenciado y fabricado bajo licencia en los Estados Unidos para su Ejército.

## Operadores

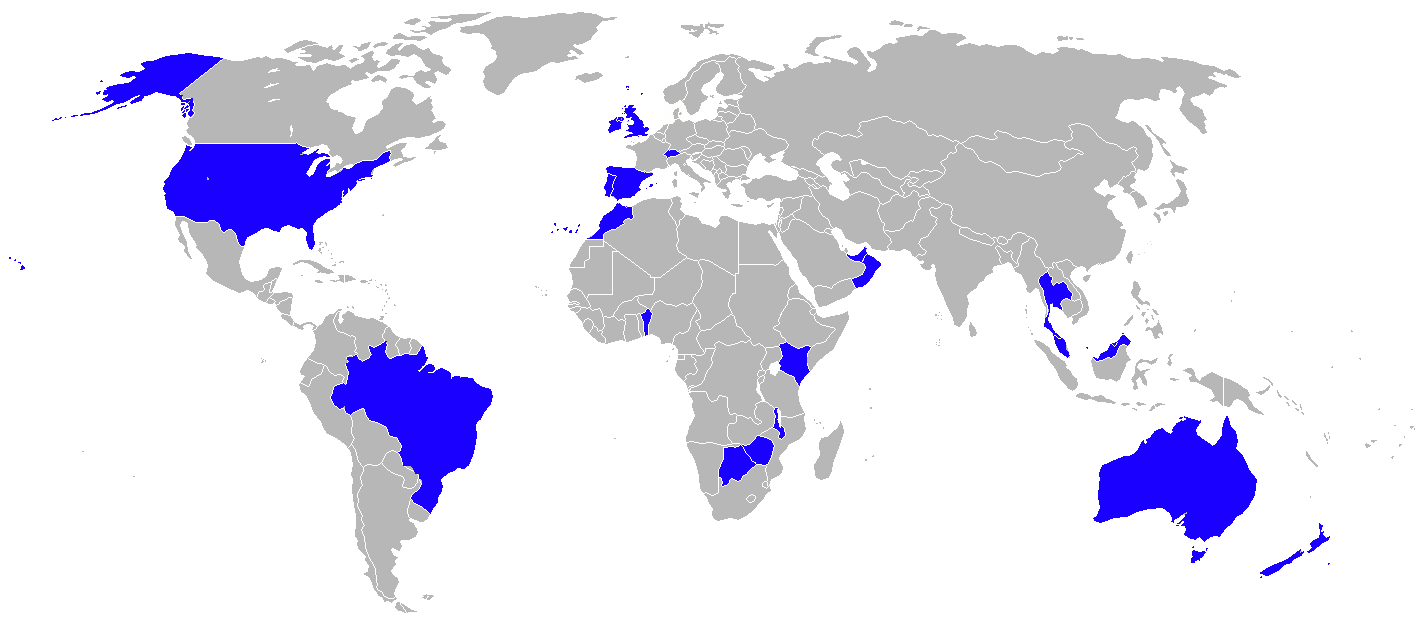
Usuarios del Light Gun.

El Light Gun, tanto el L118 como el L119, es usado por:
- Australia (112)
- Benín (12)
- Bosnia y Herzegovina (18)
- Botsuana (4)

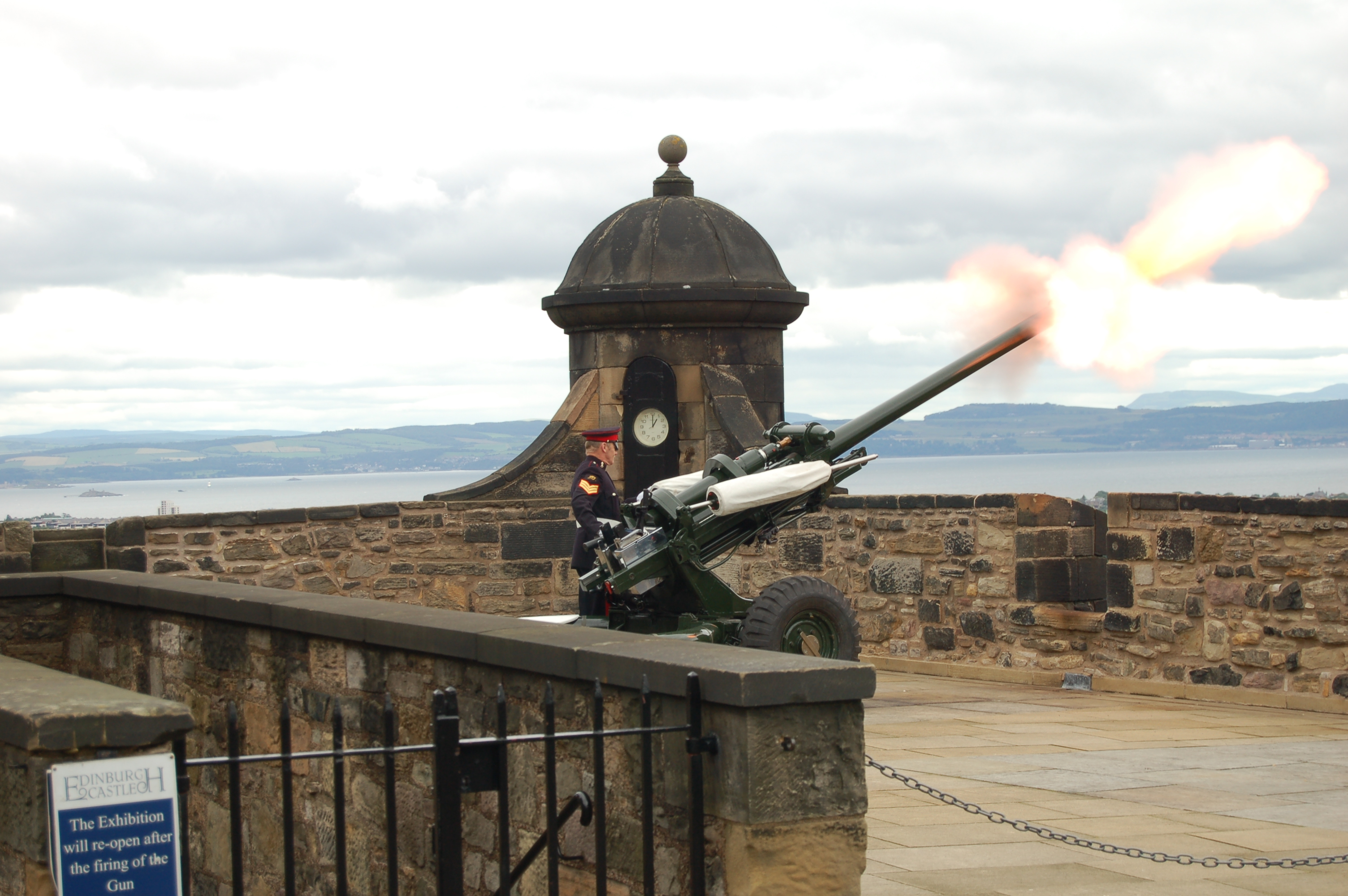
El L118 Light Gun más famoso, usado como cañón de la una en punto del Castillo de Edimburgo.

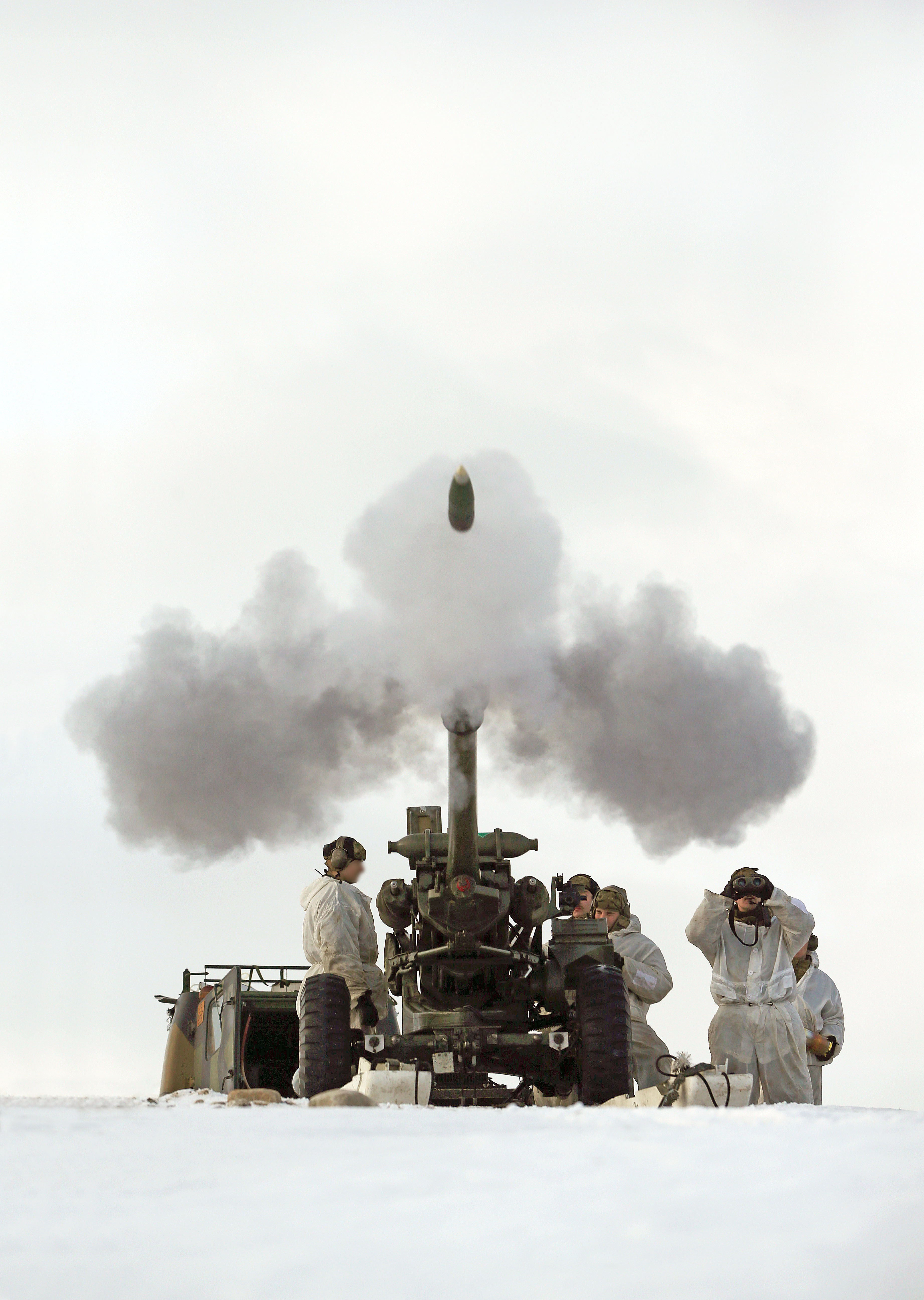
El L118 Light Gun en maniobras en Noruega.

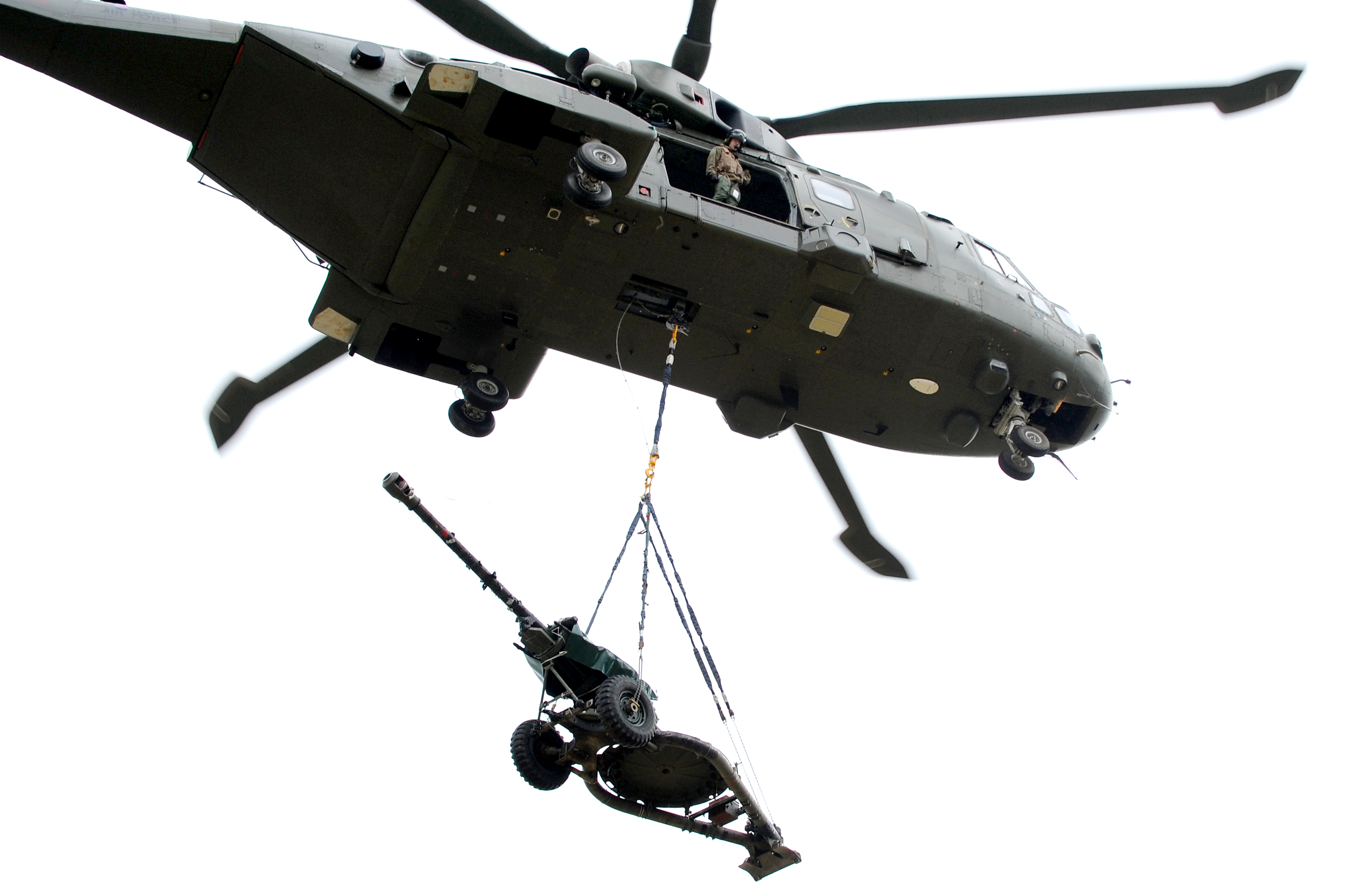
Transporte de un L118 en un ejercicio militar.

- Brasil (Tierra y Armada) (36 y 18 respectivamente). Tres baterías asignadas al Batalhão de Artilharia de Fuzileiros Navais (Infantería de Marina). Seis baterías asignadas al 32.º y 28.º Grupo de Artilharia de Campanha del ejército.
- Brunéi (6)
- Colombia (1+23) Una unidad en servicio, 23 pendientes por llegar.
- Países Bajos (8). Comprados en 1995 de segunda mano a Emiratos para equipar a la Infantería de Marina.
- Irlanda (24)
- Kenia (40). El contingente keniata de AMISOM incluye cañones L118, empleados en combate en Somalia.
- Malaui (12)
- Malasia (20)
- Marruecos (30) + 6 ordenados
- Nueva Zelanda (24)
- Omán (39)
- Portugal (21). Tres baterías adquiridas para equipar a la Brigada de Reacción Rápida.
- España (56)
  - Ejército de Tierra: en julio de 1995 fueron adquiridos 56 cañones 105/37 L118 (9 baterías de 6 piezas más 2 usados para entrenamiento) por un total de 8.850 millones de pesetas, coste que comprendía también piezas de repuesto y munición. El contrato incluía además 38 conjuntos de transformación a la versión 105/30 L119, que permitía el uso, con fines de entrenamiento, de la munición HE (alto explosivo) M1, de la que había grandes existencias al ser la que utilizaban sus antecesores, los OTO Melara M-56 .[3] Las piezas, que empezaron a recibirse en enero de 1996, están en dotación en los grupos de artillería de diversas unidades ligeras (Legión, BRIPAC, BRILAT y Brigada de Cazadores de Montaña).
- República Árabe Saharaui Democrática (Número desconocido, capturados a Marruecos por el Polisario)
- Suiza (6)
- Tailandia (24). Desde 2004 ha adquirido varias baterías para su ejército e Infantería de Marina.
- Emiratos Árabes Unidos (82). Empleados en combate en Yemen.
- Reino Unido (122 + 16 de salvas de ordenanza). Empleado en combate en Malvinas, Bosnia, Irak y Afganistán.
- Estados Unidos (548). Empleados en combate en Afganistán e Irak.
- Zimbabue (12)

### Desarrollos relacionados
- M119

### Obuses similares
- GIAT LG1

### Listas relacionadas
- Anexo:Materiales del Ejército de Tierra de España